# Groupe H des éliminatoires de la zone Europe de la Coupe du monde de football 2026
 (décembre 2024).
Si vous disposez d'ouvrages ou d'articles de référence ou si vous connaissez des sites web de qualité traitant du thème abordé ici, merci de compléter l'article en donnant les références utiles à sa vérifiabilité et en les liant à la section « Notes et références ».
Navigation
Groupe G Groupe I
Le groupe H de la zone Europe des éliminatoires de la Coupe du monde de football 2026 est l'un des douze groupes de la zone Europe des éliminatoires de la Coupe du monde, tournoi pour décider quelles équipes se qualifieront pour la phase finale de la Coupe du monde de football 2026 au Canada, Mexique et aux États-Unis. Le groupe H se compose de cinq équipes : l'Autriche, la Roumanie, la Bosnie-Herzégovine, Chypre et Saint-Marin. Les équipes s'affronteront à domicile et à l'extérieur dans un tournoi toutes rondes.
Le vainqueur du groupe se qualifie directement pour la phase finale de la Coupe du monde de football 2026, tandis que le deuxième passe par des barrages.

## Classement
| Rang | Équipe             | Pts | J | G | N | P | Bp | Bc | Diff |  | Résultats (▼ dom., ► ext.) |     |     |     |     |     |
| ---- | ------------------ | --- | - | - | - | - | -- | -- | ---- |  | -------------------------- | --- | --- | --- | --- | --- |
| 1    | Bosnie-Herzégovine | 9   | 3 | 3 | 0 | 0 | 4  | 1  | +3   |  | Bosnie-Herzégovine         |     | -   | -   | 2-1 | 1-0 |
| 2    | Autriche           | 6   | 2 | 2 | 0 | 0 | 6  | 1  | +5   |  | Autriche                   | -   |     | 2-1 | -   | -   |
| 3    | Roumanie           | 6   | 4 | 2 | 0 | 2 | 8  | 4  | +4   |  | Roumanie                   | 0-1 | -   |     | 2-0 | -   |
| 4    | Chypre             | 3   | 3 | 1 | 0 | 2 | 3  | 4  | -1   |  | Chypre                     | -   | -   | -   |     | 2-0 |
| 5    | Saint-Marin        | 0   | 4 | 0 | 0 | 4 | 1  | 12 | -11  |  | Saint-Marin                | -   | 0-4 | 1-5 | -   |     |

## Matchs
Le programme des rencontres est annoncé par l'UEFA le 13 décembre 2024, jour du tirage,.
Les heures sont en CEST et CET, selon la liste de l'UEFA (les heures locales, si différentes, sont entre parenthèses).
| 1re journée                | Chypre                              | 2 - 0   | Saint-Marin                  | AEK Arena, Larnaca                                                                 |                                                                                    |
| 21 mars 2025 18h00 (19h00) | Pittas 55e · ( Kostí) Kakoullís 86e | (0 - 0) |                              | Spectateurs : 2 336 Arbitrage : Andris Treimanis Arbitre vidéo : Kristaps Ratnieks | Spectateurs : 2 336 Arbitrage : Andris Treimanis Arbitre vidéo : Kristaps Ratnieks |
| 21 mars 2025 18h00 (19h00) |                                     | Rapport | 76e Valli Casadei · 90e Tosi | Spectateurs : 2 336 Arbitrage : Andris Treimanis Arbitre vidéo : Kristaps Ratnieks | Spectateurs : 2 336 Arbitrage : Andris Treimanis Arbitre vidéo : Kristaps Ratnieks |

| 21 mars 2025  | Roumanie                                                  | 0 - 1   | Bosnie-Herzégovine                   | Arena Națională, Bucarest                                                     |                                                                               |
| 20h45 (21h45) |                                                           | (0 - 1) | 14e Gigović ( Kolašinac)             | Spectateurs : 49 413 Arbitrage : Danny Makkelie Arbitre vidéo : Rob Dieperink | Spectateurs : 49 413 Arbitrage : Danny Makkelie Arbitre vidéo : Rob Dieperink |
| 20h45 (21h45) | Niță 42e · Stanciu 56e · Bancu 69e · Șut 81e · Hagi 90+6e | Rapport | 17e Gigović · 63e Malić · 65e Vasilj | Spectateurs : 49 413 Arbitrage : Danny Makkelie Arbitre vidéo : Rob Dieperink | Spectateurs : 49 413 Arbitrage : Danny Makkelie Arbitre vidéo : Rob Dieperink |

| 2e journée         | Bosnie-Herzégovine                               | 2 - 1   | Chypre                      | Stade Bilino Polje, Zenica                                                   |                                                                              |
| 24 mars 2025 20h45 | ( Hajradinović) Demirović 22e · Hajradinović 56e | (1 - 1) | 45+2e Píttas                | Spectateurs : 7 464 Arbitrage : Rohit Saggi Arbitre vidéo : Tom Harald Hagen | Spectateurs : 7 464 Arbitrage : Rohit Saggi Arbitre vidéo : Tom Harald Hagen |
| 24 mars 2025 20h45 | Šunjić 40e · Radeljić 83e                        | Rapport | 36e Laïfis · , 90+5e Píttas | Spectateurs : 7 464 Arbitrage : Rohit Saggi Arbitre vidéo : Tom Harald Hagen | Spectateurs : 7 464 Arbitrage : Rohit Saggi Arbitre vidéo : Tom Harald Hagen |

| 24 mars 2025 | Saint-Marin                            | 1 - 5   | Roumanie                                                                            | Stade de Saint-Marin, Serravalle                                               |                                                                                |
| 20h45        | ( Sensoli) Zannoni 67e                 | (0 - 2) | 6e (csc) Cevoli · 44e Popescu · 55e (pen.) R.Marin · 75e (pen.) Hagi · 90+4e Alibec | Spectateurs : 3 556 Arbitrage : Damian Sylwestrzak Arbitre vidéo : Piotr Lasyk | Spectateurs : 3 556 Arbitrage : Damian Sylwestrzak Arbitre vidéo : Piotr Lasyk |
| 20h45        | Benvenuti 69e · Cevoli 74e · Nanni 88e | Rapport | 90e Politic                                                                         | Spectateurs : 3 556 Arbitrage : Damian Sylwestrzak Arbitre vidéo : Piotr Lasyk | Spectateurs : 3 556 Arbitrage : Damian Sylwestrzak Arbitre vidéo : Piotr Lasyk |

| 3e journée        | Bosnie-Herzégovine | 1 - 0                         | Saint-Marin              | Stade Bilino Polje, Zenica                                                                                 | |
| 7 juin 2025 15h00 | ( Dedić) Džeko 66e | (0 - 0)                       |                          | Spectateurs : 11 828 Arbitrage : Luis Miguel Branco Godinho Arbitre vidéo : André Filipe Domingues Narciso | Spectateurs : 11 828 Arbitrage : Luis Miguel Branco Godinho Arbitre vidéo : André Filipe Domingues Narciso |
| 7 juin 2025 15h00 | Dedić 74e          | Rapport (FIFA) Rapport (UEFA) | 60e Colombo · 73e Fabbri | Spectateurs : 11 828 Arbitrage : Luis Miguel Branco Godinho Arbitre vidéo : André Filipe Domingues Narciso | Spectateurs : 11 828 Arbitrage : Luis Miguel Branco Godinho Arbitre vidéo : André Filipe Domingues Narciso |

| 7 juin 2025 | Autriche                                 | 2 - 1                         | Roumanie              | Stade Ernst-Happel, Vienne                                                           |                                                                                      |
| 20h45       | Gregoritsch 42e · ( Schmid) Sabitzer 60e | (1 - 0)                       | 90+5e Tănase ( Rațiu) | Spectateurs : 48 500 Arbitrage : Maurizio Mariani Arbitre vidéo : Gianluca Aureliano | Spectateurs : 48 500 Arbitrage : Maurizio Mariani Arbitre vidéo : Gianluca Aureliano |
| 20h45       | Grillitsch 89e                           | Rapport (FIFA) Rapport (UEFA) | 44e Stanciu           | Spectateurs : 48 500 Arbitrage : Maurizio Mariani Arbitre vidéo : Gianluca Aureliano | Spectateurs : 48 500 Arbitrage : Maurizio Mariani Arbitre vidéo : Gianluca Aureliano |

| 4e journée         | Saint-Marin  | 0 - 4                         | Autriche | Stade de Saint-Marin, Serravalle                        |                                                         |
| 10 juin 2025 20h45 |              | (0 - 4)                       | 3e Arnautović ( Posch) · 11e Gregoritsch ( Laimer) · 15e Arnautović ( Sabitzer) · 27e Baumgartner ( Arnautović) | Arbitrage : Ondřej Berka Arbitre vidéo : Stuart Attwell | Arbitrage : Ondřej Berka Arbitre vidéo : Stuart Attwell |
| 10 juin 2025 20h45 | Riccardi 73e | Rapport (FIFA) Rapport (UEFA) | 59e Ballo | Arbitrage : Ondřej Berka Arbitre vidéo : Stuart Attwell | Arbitrage : Ondřej Berka Arbitre vidéo : Stuart Attwell |

| 10 juin 2025  | Roumanie                                | 2 - 0                         | Chypre                     | Arena Națională, Bucarest                                  |                                                            |
| 20h45 (21h45) | ( Man) Tănase 43e · ( Drăguș) Man 45+2e | (2 - 0)                       |                            | Arbitrage : Donatas Rumšas Arbitre vidéo : Donatas Šimėnas | Arbitrage : Donatas Rumšas Arbitre vidéo : Donatas Šimėnas |
| 20h45 (21h45) | Tănase 26e                              | Rapport (FIFA) Rapport (UEFA) | 24e Kástanos · 64e Satsias | Arbitrage : Donatas Rumšas Arbitre vidéo : Donatas Šimėnas | Arbitrage : Donatas Rumšas Arbitre vidéo : Donatas Šimėnas |

| 5e journée             | Autriche                      | -   | Chypre |                             |                             |
| 6 septembre 2025 20h45 |                               | (-) |        | Arbitrage : Arbitre vidéo : | Arbitrage : Arbitre vidéo : |
| 6 septembre 2025 20h45 | Rapport (FIFA) Rapport (UEFA) |     |        | Arbitrage : Arbitre vidéo : | Arbitrage : Arbitre vidéo : |

| 6 septembre 2025 | Saint-Marin                   | -   | Bosnie-Herzégovine |                             |                             |
| 20h45            |                               | (-) |                    | Arbitrage : Arbitre vidéo : | Arbitrage : Arbitre vidéo : |
| 20h45            | Rapport (FIFA) Rapport (UEFA) |     |                    | Arbitrage : Arbitre vidéo : | Arbitrage : Arbitre vidéo : |

| 6e journée             | Bosnie-Herzégovine            | -   | Autriche |                             |                             |
| 9 septembre 2025 20h45 |                               | (-) |          | Arbitrage : Arbitre vidéo : | Arbitrage : Arbitre vidéo : |
| 9 septembre 2025 20h45 | Rapport (FIFA) Rapport (UEFA) |     |          | Arbitrage : Arbitre vidéo : | Arbitrage : Arbitre vidéo : |

| 9 septembre 2025 | Chypre                        | -   | Roumanie |                             |                             |
| 20h45 (21h45)    |                               | (-) |          | Arbitrage : Arbitre vidéo : | Arbitrage : Arbitre vidéo : |
| 20h45 (21h45)    | Rapport (FIFA) Rapport (UEFA) |     |          | Arbitrage : Arbitre vidéo : | Arbitrage : Arbitre vidéo : |

| 7e journée           | Autriche                      | -   | Saint-Marin |                             |                             |
| 9 octobre 2025 20h45 |                               | (-) |             | Arbitrage : Arbitre vidéo : | Arbitrage : Arbitre vidéo : |
| 9 octobre 2025 20h45 | Rapport (FIFA) Rapport (UEFA) |     |             | Arbitrage : Arbitre vidéo : | Arbitrage : Arbitre vidéo : |

| 9 octobre 2025 | Chypre                        | -   | Bosnie-Herzégovine |                             |                             |
| 20h45 (21h45)  |                               | (-) |                    | Arbitrage : Arbitre vidéo : | Arbitrage : Arbitre vidéo : |
| 20h45 (21h45)  | Rapport (FIFA) Rapport (UEFA) |     |                    | Arbitrage : Arbitre vidéo : | Arbitrage : Arbitre vidéo : |

| 8e journée            | Saint-Marin                   | -   | Chypre |                             |                             |
| 12 octobre 2025 15h00 |                               | (-) |        | Arbitrage : Arbitre vidéo : | Arbitrage : Arbitre vidéo : |
| 12 octobre 2025 15h00 | Rapport (FIFA) Rapport (UEFA) |     |        | Arbitrage : Arbitre vidéo : | Arbitrage : Arbitre vidéo : |

| 12 octobre 2025 | Roumanie                      | -   | Autriche |                             |                             |
| 20h45 (21h45)   |                               | (-) |          | Arbitrage : Arbitre vidéo : | Arbitrage : Arbitre vidéo : |
| 20h45 (21h45)   | Rapport (FIFA) Rapport (UEFA) |     |          | Arbitrage : Arbitre vidéo : | Arbitrage : Arbitre vidéo : |

| 9e journée                     | Chypre                        | -   | Autriche |                             |                             |
| 15 novembre 2025 18h00 (19h00) |                               | (-) |          | Arbitrage : Arbitre vidéo : | Arbitrage : Arbitre vidéo : |
| 15 novembre 2025 18h00 (19h00) | Rapport (FIFA) Rapport (UEFA) |     |          | Arbitrage : Arbitre vidéo : | Arbitrage : Arbitre vidéo : |

| 15 novembre 2025 | Bosnie-Herzégovine            | -   | Roumanie |                             |                             |
| 20h45            |                               | (-) |          | Arbitrage : Arbitre vidéo : | Arbitrage : Arbitre vidéo : |
| 20h45            | Rapport (FIFA) Rapport (UEFA) |     |          | Arbitrage : Arbitre vidéo : | Arbitrage : Arbitre vidéo : |

| 10e journée            | Autriche                      | -   | Bosnie-Herzégovine |                             |                             |
| 18 novembre 2025 20h45 |                               | (-) |                    | Arbitrage : Arbitre vidéo : | Arbitrage : Arbitre vidéo : |
| 18 novembre 2025 20h45 | Rapport (FIFA) Rapport (UEFA) |     |                    | Arbitrage : Arbitre vidéo : | Arbitrage : Arbitre vidéo : |

| 18 novembre 2025 | Roumanie                      | -   | Saint-Marin |                             |                             |
| 20h45 (21h45)    |                               | (-) |             | Arbitrage : Arbitre vidéo : | Arbitrage : Arbitre vidéo : |
| 20h45 (21h45)    | Rapport (FIFA) Rapport (UEFA) |     |             | Arbitrage : Arbitre vidéo : | Arbitrage : Arbitre vidéo : |

## Buteurs

### 2 buts
- Michael Gregoritsch
- Ioánnis Píttas
- Florin Tănase

### 1 but
- Marcel Sabitzer
- Marko Arnautović
- Christoph Baumgartner
- Ermedin Demirović
- Armin Gigović
- Haris Hajradinović
- Edin Džeko
- Andrónikos Kakoullís
- Samuele Zannoni
- Denis Alibec
- Ianis Hagi (1 penalty)
- Răzvan Marin (1 penalty)
- Mihai Popescu
- Dennis Man

### but contre son camp(csc)
- Michele Cevoli

## Passeurs décisifs

### 1 passe
- Romano Schmid
- Stefan Posch
- Konrad Laimer
- Marcel Sabitzer
- Marko Arnautović
- Sead Kolašinac
- Haris Hajradinović
- Amar Dedić
- Ioánnis Kostí
- Andrei Rațiu
- Dennis Man
- Denis Drăguș
- Nicko Sensoli

## Discipline
Un joueur est automatiquement suspendu pour le match suivant:
- S'il cumule deux avertissements (cartons jaunes) lors de deux matchs différents.
- S'il se voit décerner une exclusion de terrain (carton rouge).
  - En cas d’infraction grave, l’Instance de contrôle, d’éthique et de discipline de l'UEFA est habilitée à aggraver la sanction, y compris en l'étendant à d'autres compétitions.

| Équipe   | Joueurs             | Cartons                                                                | Suspensions                                    |
| -------- | ------------------- | ---------------------------------------------------------------------- | ---------------------------------------------- |
| Autriche | Gernot Trauner      | Barrages de la Ligue des nations, contre Serbie (23 mars 2025)         | 3e journée, contre Roumanie (7 juin 2025)      |
| Chypre   | Konstantinos Laifis | 6e journée de la Ligue des nations, contre Roumanie (18 novembre 2024) | 1re journée, contre Saint-Marin (21 mars 2025) |
| Chypre   | Ioánnis Píttas      | 2e journée contre la Bosnie-Herzégovine (24 mars 2025)                 | 4e journée, contre Roumanie (10 juin 2025)     |